# Чайчук Всеволод Олександрович
Всеволод Олександрович Чайчук (нар. 19 березня 1924, Новоград-Волинський, Україна — пом. невідомо) — радянський футболіст, нападник.

## Життєпис
Під час Німецько-радянської війни у серпні 1942 року призваний з Орська. Нагороджений медалями «За бойові заслуги» та «За перемогу над Німеччиною у Великій Вітчизняній війні 1941-1945 рр.».
Виступав за армійські команди Києва (1947-1948), Москви (1949-1952) і Тбілісі (1953-1955). За ЦБЧА / ЦБРА в чемпіонаті СРСР провів 52 матчі, відзначився 6 голами. Чемпіон СРСР в 1950 і 1951 роках. Футбольну кар'єру завершив 1958 року в сталінському «Металурзі» (тепер — ФК «Новокузнецьк»).